# 盧卡斯·克洛斯特曼
盧卡斯·克洛斯特曼（德語：Lukas Klostermann；1996年6月3日—），是一名德國足球員，現時效力德國甲組足球聯賽球會RB萊比錫和代表德國國家足球隊參加國際賽事。司職後衛。

## 球會生涯

### 波琴體育會
2014年8月，克洛斯特曼的合約於2015年夏天到期，但波琴體育會無法達成續約協議。結果，克洛斯特曼沒有再為波琴上陣比賽。

### RB萊比錫
2014年8月22日，克洛斯特曼轉會至RB萊比錫，簽下4年合約至2018年。

## 個人生活
克洛斯特曼的父母都是田徑運動員，他的父親跑110米跨欄，母親則是全能選手。他的姐姐麗莎也是一名足球運動員，並擔任守門員。
克洛斯特曼目前就讀於哈根函授大學，學習經濟學。
2020年10月，克洛斯特曼和德國隊隊友尼可拉斯．蘇勒一起參加了《誰是百萬富翁》節目，最終贏得了125,000歐元，該獎金50%捐贈給德國足協吉迪烏斯·布勞恩基金會，剩下的50%蘇勒捐贈給RTL集團－我們幫助兒童項目，克洛斯特曼則捐贈給萊比錫癌症兒童家長援助。

## 生涯統計
（截至2016年8月8日）
| 球會     | 球會          | 球會                 | 聯賽 | 聯賽 | 德國足協盃 | 德國足協盃 | 歐洲賽事 | 歐洲賽事 | 總計 | 總計 |
| 賽季     | 球會          | 聯賽                 | 出場 | 入球 | 出場       | 入球       | 出場     | 入球     | 出場 | 入球 |
| -------- | ------------- | -------------------- | ---- | ---- | ---------- | ---------- | -------- | -------- | ---- | ---- |
| 2013–14  | 波琴體育會B隊 | 德國足球西部地區聯賽 | 2    | 0    | 0          | 0          | —        | —        | 2    | 0    |
| 2013–14  | 波琴體育會    | 德乙                 | 9    | 0    | 0          | 0          | —        | —        | 9    | 0    |
| 2014–15  | RB萊比錫      | 德乙                 | 13   | 1    | 0          | 0          | —        | —        | 13   | 1    |
| 總計     | 總計          | 總計                 | 24   | 1    | 0          | 0          | 0        | 0        | 24   | 1    |
| 生涯總計 | 生涯總計      | 生涯總計             | 24   | 1    | 0          | 0          | 0        | 0        | 24   | 1    |

## 榮譽

### 球會
RB萊比錫
- 德國足協盃冠軍：2021-22賽季

### 國家隊
德國
- 奧運會銅牌：2016年

### 個人
- 弗里茨·瓦尔特奖U19組銅獎：2015年

## 外部連結
- Soccerway資料庫：盧卡斯·克洛斯特曼
- Dierotenbullen.com盧卡斯·克洛斯特曼之統計數據